# Lucas Michal
Lucas Michal (* 22. Juni 2005 in Bourg-la-Reine) ist ein französischer Fußballspieler, der aktuell bei der AS Monaco in der Ligue 1 spielt.

## Karriere

### Verein
Michal begann seine fußballerische Ausbildung im Oktober 2013 bei der US Ivry. Im März 2015 wechselte er in die Akademie des Paris FC und drei Jahre später zur US Torcy, einem renommierten Ausbildungsverein. Im Sommer 2020 wurde er schließlich von der AS Monaco verpflichtet. Dort spielte er 2020/21 bereits achtmal für die B-Junioren in der Championnat National U17, wo er einmal traf. In der Folgesaison traf er dort viermal in 16 Partien und konnte bei den A-Junioren bereits ein Tor in sieben Einsätzen erzielen. In der Saison 2022/23 war er Stammspieler in der U19-Mannschaft, spielte dort 26 Mal, traf achtmal und steuerte mit zwei Treffern in fünf Pokalspielen zum Gewinn der Coupe Gambardella bei. Im Mai 2023 unterzeichnete er daraufhin seinen ersten Profivertrag bei der AS Monaco mit einer Laufzeit bis Juni 2026. Nachdem er in der anschließenden Saison 2023/24 bereits mehrere Male im Spieltagskader der Profis gestanden hatte, debütierte er am letzten Spieltag gegen den FC Nantes in der Ligue 1 und wurde mit der Mannschaft Vizemeister.

### Nationalmannschaft
Michal kam im Jahr 2021 zu neun Einsätzen für das französische U17-Team in Freundschafts- und Qualifikationsspielen. Seit März 2024 kommt er für die U19-Mannschaft zum Einsatz.

## Erfolge
AS Monaco U19
- Sieger der Coupe Gambardella: 2023

AS Monaco
- Französischer Vizemeister: 2024